# Erdész Sándor
 Erdész Sándor  (Szob, 1929. július 20. – 2006. július 28.) a nyírségi mesegyűjtő, a jászberényi Jász Múzeum igazgatója, a nyíregyházi Jósa András Múzeum, s végül a Sóstói Múzeumfalu néprajzos alapítója.

## Életrajza
Erdész Sándor Szatmárnémetiben és Nyíregyházán folytatta középiskolai tanulmányait, s 1949-ben érettségizett a kereskedelmi középiskolában, a KEFÉ-ben. (Az iskola korábbi neve ugyanis Kereskedelmi  Felsőiskola volt.)
Egyetemi tanulmányait a budapesti Eötvös Loránd Tudományegyetem bölcsészettudományi karán végezte (muzeológus szak), ahol később doktori fokozatot is szerzett (1963). Az egyetemi évek alatt nagyon sok gyűjtőúton vett részt és ezeknek az előnye, hogy  a népmeséket, hiedelemmondákat gyorsírással jegyezte le, nem kis mennyiségben, ebben a gyakorló néprajzi gyűjtésben nagy mennyiségben tudta gyűjteni az anyagokat.
1954. július 7-én lett fiatalon a Jász Múzeum igazgatója,  hiszen ifjú házasként itt lakást is kaphatott a múzeumigazgatói megbízás mellé. Már ekkor a népi kultúra tárgyi és folklóremlékeinek megmentésére, kutatására és továbbörökítésére tette fel az életét. Jól érezte magát Jászberényben és a Jászságban, elsőként vetette fel a Jászsági Népi Együttes megalakításának a gondolatát.
S nemsokára jöttek az 1956-os események, minek során egész életére kiható történések részesévé vált: szolnoki főnökei utasítására – hogy Jászberényben elkerüljék a nagyobb felfordulást – elvállalta a helyi munkástanács vezetését, annak minden későbbi következményével együtt.
Egyetemi tanára, patrónusa, Ortutay Gyula közbenjárására néhány hónap múlva kiszabadult a Fő utcai katonai börtön vizsgálati fogságából, s haza, a Nyírségbe került „örök száműzetésbe”. Munkahelyéül a nyíregyházi Jósa András Múzeum-ot jelölték ki, ahol több mint 15 évig néprajzosként Kiss Lajos és Nyárády Mihály munkájának folytatója lett, de afféle „múzeumi mindenesként” számos más adminisztratív feladatot is ellátott.
1957–1965 között a néprajzi tárgygyűjtés mellett — főleg magnetofonnal — gyűjtötte  a népmeséket, hiedelemmondákat, népdalokat, népballadákat is. Ekkor következett a folklorista életében egy olyan mozzanat, amit akkori főnökének, Németh Péternek köszönhet: kinevezték az akkor építeni kezdett Sóstói Múzeumfalu élére.
Előbb kisebb cikkeket, gyűjtéseket jelentetett meg, majd jött a nagy jelentőségű,  Ámi Lajos meséit tartalmazó gyűjtemény.  Az Új Magyar Népköltési Gyűjtemény 1968-ban három kötetben adta közzé a szamosszegi mesemondótól gyűjtött 262 mese majdnem mindegyikét.

## Emlékezete
- 2009. október 9-én leleplezték a Múzeumfalu alapítójának és első igazgatójának az emléktábláját

## Díjai, elismerései
- „Kiváló Népművelő" (1983)

## Munkái
- Erdész Sándor: Ámi Lajos meséi (1968)
- Erdész Sándor: Babus Jolán és a Tiszahát. = Találkozás Bereggel. Vásárosnamény  1978. 145-152.
- Erdész Sándor: A Néprajz Móricz Zsigmond műveiben.  Szab.-Szatm.Sz. XIV, 1979. 2; 25-35.
- Erdész Sándor: Kígyókultusz a magyar néphagyományban - Debrecen, 1984
- Erdész Sándor: Az archaikus eposz kérdései - Debrecen, 1986